# 书信体小说
书信体小说（英語：epistolary novel）是一种由一系列不同的档案穿插而成的長篇小說种类。通常来说，书信体小说都是由书信来往构成，但有时也会用到日记、剪报等其他形式。近年来随着科技的进步，录音、电子邮件也成为书信体小说的一部分。

## 知名作品

### 18世紀
- 《波斯人信札》
- 《帕梅拉》
- 《新爱洛伊斯》
- 《少年维特的烦恼》
- 《危險關係》
- 《薩德侯爵》

### 19世紀
- 《窮人》
- 《月亮宝石》
- 《德拉库拉》

### 20世紀
- 《赫索格》
- 《沉默》
- 《獻給阿爾吉儂的花束》
- 《魔女嘉莉》
- 《侍女的故事》
- 《紫色姐妹花》
- 《壁花少年》

## 外部連結
- BBC Radio 4's 15 March 2007 edition of In Our Time, "Epistolary Literature". Hosted by Melvyn Bragg.